# Tommy Engel
Tommy Engel (* 28. November 1949 in Köln als Thomas Richard Engel) ist ein deutscher Musiker und ehemaliger Fernsehdarsteller. Er wurde als Frontmann der Kölner Band Bläck Fööss und solo im gesamten Rheinland bekannt.

## Kindheit und Privatleben
Tommy Engel wurde 1949 als jüngstes von zehn Kindern (fünf Schwestern und vier Brüder) von Richard Engel (1903–1974) in Köln geboren. Sein Vater Richard, „d’r Rickes“, war Mitglied der Kölner Mundart-Gruppe De Vier Botze. Engels Tante Uli Engel-Hark war Hörspielleiterin beim WDR und brachte ihn 1959 als Zehnjährigen in der Rundfunkserie Doof und Doofinchen unter, in der er erste Bühnenerfahrung mit Hildegard Krekel (1952–2013) im großen Sendesaal des WDR sammelte. Eine 1963 begonnene Lehre als Schornsteinfeger musste er gesundheitsbedingt abbrechen und lernte stattdessen bis 1968 an der Rheinischen Musikschule in Köln-Ehrenfeld Schlagzeug spielen. Engel hat drei erwachsene Söhne, u. a. Kai Engel (Mitglied der Kölner Band Brings).

## Karriere

### Schlagzeuger in verschiedenen Kölner Beatbands (1962 bis 1970)
Von 1962 bis 1970 war er Mitglied in verschiedenen regional auftretenden Kölner Beatbands. Er begann als Schlagzeuger bei The Luckies (1962) und spielte danach bei den Black Birds (1963), bevor er mit Erry Stoklosa und Peter Schütten der Gruppe The Beat Stones (1964–1966) angehörte. Danach spielte er als Schlagzeuger bei den Tony Hendrik Five. Mit ihnen stand er erstmals im April 1968 für die Single There’s a Tavern in Town im Tonstudio. Deren B-Seite I’ve Said My Say bekam intensives Airplay beim in Köln stationierten Soldatensender BFBS. Vorletzte Station war die Studioband The Hush, die neben ihm aus Frieder Viehmann und dem späteren Tonstudiobetreiber Dieter Dierks bestand und die Single Oh Darling / Schau mir in die Augen (Bellaphon #1112; Februar 1970) herausbrachte. Letzte Zwischenstation waren schließlich die Stowaways, die im Juni 1970 ebenfalls eine Single aufnahmen (Die Liebe heißt Love / Lucy Lane).

### Frontmann bei den Bläck Fööss und Solokarriere (seit 1970)
Mitte 1970 gründeten sich die Bläck Fööss, die mit ihrer stilistischen Vielseitigkeit überregional bekannt wurden. Bis November 1994 war Engel ihr Frontmann. Nach der Trennung von den Bläck Fööss konzentrierte er sich auf das Projekt L.S.E. und seine Solokarriere. Von 1998 bis 2011 war Engel als Jaco Kließ in der WDR-Serie Die Anrheiner und von 2011 bis 2012 in Ein Fall für die Anrheiner zu sehen. Ab Januar 1999 trat er im Kölner Schauspielhaus mit einem Soloprogramm auf, in dem er drei Stunden als Sänger, Musiker und Unterhaltungskünstler mit seiner Band Lieder und Texte präsentierte. Seit November 2005 tritt er unter der musikalischen Leitung von Jürgen Fritz mit der Dinner-Show Weihnachts-Engel auf. 2007 erschien sein Album Du bes Kölle mit dem gleichnamigen Titelsong und einer eigenen Version von Verdamp lang her, gesungen gemeinsam mit dem ehemaligen BAP-Gitarristen Klaus „Major“ Heuser.
Im August 2019 feierte Engel sein 60. Bühnenjubiläum und am 28. November desselben Jahres seinen 70. Geburtstag.

## Engagement
- Engel ist u. a. Mitglied des Bürgerkomitees alternative Ehrenbürgerschaft, das in Köln die Alternative Kölner Ehrenbürgerschaft vergibt.[11]
- Engel ist seit Beginn an der Kampagne Arsch Huh beteiligt, die sich in Köln gegen rechte Gewalt und Fremdenfeindlichkeit engagiert.

## Diskografie
- 1986: Tschernobyl (Das letzte Signal) (Single, als Teil von Wolf Maahn & Unterstützung)
- 1997: Viel Verkehr auf'm Meer (Single)
- 1998: Kein Problem (Single, mit Grooveminister)
- 1999: Live in der Philharmonie
- 1999: Hadder Nit Jesin (Single)
- 1999: „ENGEL“ – 100 % Tommy Engel
- 2006: Weihnachtsengel – Live aus dem Himmelszelt
- 2006: Du bes Kölle! (Single)
- 2007: Du bes Kölle
- 2009: Zum Luure (DVD)
- 2009: Das Beste solo und mit L.S.E. (1992–2002) (Kompilation)
- 2010: Dummer nit esu
- 2011: Favoriten (Kompilation)
- 2015: Wenn Weihnachte es ...
- 2016: Dat Kölsche Songbook
- 2022: ...fleje